# There She Is!!
There She Is!! (кор. 떳다 그녀!!) — южнокорейский мультипликационный flash-сериал, созданный командой из трёх человек и размещённый на корейском сайте SamBakZa. Этот сериал стал особенно популярным весной 2004 года, когда он стал известен американским и европейским зрителям. Вдохновением для сериала послужила серия комиксов «Один день» (кор. 어떤 날), которая публиковалась с ноября 2000 по март 2002 г. в газете для слепых «Газета, которую мы читаем вместе» (хангыль: 함께 읽는 신문, англ. Newspaper that we read together), издаваемой корейской газетой Hankook Ilbo. Сериал известен своими классическими элементами стиля манхва и высококачественной анимацией. Первая часть «There she is!!» получила большое количество положительных отзывов — включая фан-арт — от своей интернет-аудитории, что побудило SamBakZa к продолжению сериала.
Сюжетом сериала является роман между антропоморфными крольчихой и котом, в мире, где такие отношения являются табу. В 2004 на фестивале анимации Anima Mundi в Бразилии это видео получило первое место в обеих категориях веб-анимации — от профессионального жюри и как выбор аудитории, а также выиграло Специальный приз Anima Mundi Web.
Права на распространение серии принадлежат Gyeonggi Digital Contents Agency (GDCA).
SamBakZa переехали в Центр Поддержки Производства, расположенного в городе Пучхон провинции Кёнгидо. SamBakZa также заявили, что в будущем они могут создать систему регистрации на их главной странице и будут отправлять электронную почту участникам, когда новые эпизоды будут выпущены для общественности.
По состоянию на декабрь 2010 года, пять эпизодов сериала были просмотрены более одиннадцати миллионов раз на Newgrounds.
По состоянию на апрель 2013 года, последние три эпизода сериала всё еще занимают позиции в «Newgrounds: Лучшее за все время».
По состоянию на июль 2014 года, все пять эпизодов остаются в топ-20 в «Newgrounds: Лучшее за все время» с оригиналом «There She Is!!», который удерживает первое место. Все серии вместе были просмотрены более тринадцати миллионов раз на Newgrounds.
В 2016 году, путем краундфандинга в Indiegogo, планируется сделать шестую часть, посвященной банде Джинтта Сет.

## Персонажи
- Докхи: Doki (도키, cf. Korean word tokki 토끼 «кролик»[3]) — крольчиха, которая безумно влюблена в Наби и считает всех своими друзьями. И хотя она обычно очень любящая и весёлая, она несколько навязчива и готова идти на крайние меры, чтобы получить то, что она хочет. Её особенность — помогать животным и повязывать зелёные ленточки, похожие на то, что носит Наби, вокруг их шей или хвостов. Из её аккаунта на Facebook можно узнать, что её фамилия «Токки» и что она католичка.
- Наби: Nabi (나비, cf. Korean word goyang’i 고양이, «котёнок»[4]) — кот, объект любовного влечения Доки. Он неохотно отвечает на чувства Доки в начале, находит её выходки раздражающими и боится общественного резонанса, но вскоре становится более лояльным, и, в конце концов, отвечает ей взаимностью. Его Facebook аккаунт утверждает, что его фамилия «Кояни» и что он, как и Докхи, является католиком[5]. Он носит зелёный шарф и, похоже, имеет некоторые способности в боевых искусствах. В Шаге 3 было показано, что он работает разносчиком газет. Nabi переводится как «бабочка»[6] и является общим названием для любимой кошки в Южной Корее.
- Джинтта Сет: The Jjintta Set (찐따 세트 Jjintta Seteu, переводится как «Группа болванов») — банда из трех хулиганов, косматых кроликов. Все они являются братьями. Они появляются как небольшие антагонисты во втором эпизоде, но медленно развивают дружбу с Наби. Полукровки от брака крольчихи и льва. Их членами являются:
  - Ил-хо: Il-ho (일호, «Номер Один»[7]), лидер группы, а также первенец. Он имеет довольно ожесточенное соперничество с Наби и яростно защищают Доки. В эпизоде 2 он неправильно понимает, думая, что Наби издевался над ней, но затем он понимает, что это ошибся. Непонятно, что движет его поведением, но общие теории сходятся на том, что он безответно влюблен в Доки,[8] или, что он считает себя конкурентом Наби после эпизода 2, когда тот толкнул его и увернулся от его атаки. В эпизоде 5 он дает Наби билет в «Рай».
  - И-хо: Yi-ho (이호 Iho, «Номер Два»), который носит глазную повязку и влюблён в клавишницу Пи. Средний брат.
  - Сам-Хо: Sam-ho (삼호, «Номер Три»), который носит медицинскую маску и выглядит менее скоординированным, чем другие члены банды. Младший брат[9].